# Schulzentrum Ost (Landau)
Das Schulzentrum Ost in Landau in der Pfalz entstand 1977 und beherbergt seit 2010 die Integrierte Gesamtschule Landau und seit 2014 eine Außenstelle der Paul-Moor-Schule.

## Einrichtungen

### Integrierte Gesamtschule Landau
Die Integrierte Gesamtschule Landau (IGS) wurde 2010 gegründet und löste damit die Konrad-Adenauer-Realschule im Schulzentrum ab.

### Außenstelle der Paul-Moor-Schule
Im Oktober 2014 zog die Außenstelle der Paul-Moor-Schule Landau von Edenkoben in das Schulzentrum um. Die Paul-Moor-Schule ist eine Ganztagsschule mit dem Förderschwerpunkt ganzheitliche Entwicklung. In der Außenstelle werden die älteren Schüler und Schülerinnen unterrichtet.

### Sportanlagen
Zum Schulzentrum gehört ein Sportplatz nahe an der Woogstraße. Die Sporthalle der IGS wird auch von Vereinen genutzt.
Die Sportanlage am benachbarten Eduard-Spranger-Gymnasium wurde 2022 als gemeinsame Sportanlage des Gymnasiums, der IGS und der Paul-Moor-Schule modernisiert.

## Geschichte
Im Schulzentrum fand von 2010 bis 2015 ein Umzug von Schulen statt.

### Konrad-Adenauer-Realschule
1977 bezog die Konrad-Adenauer-Realschule Landau das frisch errichtete Schulzentrum und wechselte im März 2010 in die Fortstraße 2, dem ehemaligen Standort einer Hauptschule.

### Duale Oberschule Landau
Parallel zur Konrad-Adenauer-Realschule entstand vor 2010 eine Duale Oberschule, deren letzte Abschlussklassen im Schulzentrum 2015 ausliefen.